# 1985년
1985년은 화요일로 시작하는 평년이다.

## 사건
- 2월 12일 - 대한민국 제12대 국회의원 선거가 실시되었다.
- 3월 8일 - 세계 여성의 날을 기념하는 한국여성대회 첫 개최.
- 5월 29일 - 벨기에의 수도 브뤼셀에서 헤이젤 참사 발생.
- 6월 23일 - 테러리스트의 공격으로 에어 인디아 182편이 아일랜드섬 남쪽 해안 근처에 추락, 329명 사망.
- 8월 12일 - 일본항공 123편 군마현에 추락, 524명 중 520명이 사망. 단일 항공 사고로는 사상 최악의 사건.
- 8월 26일 - 대한적십자사 대표단, 제9차 남북적십자회담 참석 위해 평양 도착.
- 8월 27일 - 대한민국과 조선민주주의인민공화국 남북적십자 제9차 본회담, 평양 인민문화궁전에서 개최.
- 9월 7일 - 김근태, 국가보안법 및 집회와 시위에 관한 법률 위반혐의로 구속.
- 9월 9일 - 대한민국 국가안전기획부, 구미 유학생 학원 침투 간첩단 검거 발표.
- 9월 13일 - 미국 국방부, 위성요격무기실험 성공 발표.
- 9월 21일 - 서울과 평양에서 분단 이후 처음으로 남북 이산가족 상봉 개최.
- 9월 22일 - 플라자 합의 의결.
- 9월 25일 - 남북 국회회담 제2차 예비접촉 판문점에서 개최.
- 10월 12일 - 서울대학교 의과대학 연구팀, 한국 최초로 시험관 아기 출산 성공.
- 11월 13일 - 콜롬비아에서 화산 폭발로 23,000여 명이 사망했다.
- 11월 14일 - 원양어선 광명 87호의 전제용 선장이 인도양에서 조업을 마치고 회항 중 말라카 해협을 지나다 표류하던 보트피플(베트남 난민) 96명을 구출했다.

전두환 정부가 국제그룹을 강제로 해체시켰다.

## 문화
- 1월 20일 - 상파울루 구아룰류스 국제공항 개항.
- 2월 2일 - 전격전대 체인지맨의 방송 시작.
- 2월 8일 - 현대자동차에서 포니 엑셀을 출시하다.
- 4월 14일 - KBS 라디오 문학관 첫방송.
- 4월 20일 - 서울 지하철 4호선 1단계 구간(상계~한성대입구) 개통.
- 5월 1일
  - 시청료 거부운동이 시작되었는데 KBS 1TV의 채널은 술광고를 폐지를 했다. 밤 시간대 20:00 ~ 22:30(2시간 30분)의 광고방송(상업광고방송)을 10개를 묶어 1블록을 8개로 줄이다.
  - 수카르노 하타 국제공항 개항.
- 5월 25일 - 에미레이트 항공 창립.
- 5월 29일 - 코나미에서 그라디우스 제작, 아케이드 버전으로 시판하다.
- 6월 22일 - 스포츠서울 창간 - 서울신문의 자매지.
- 7월 3일 - 타임머신 및 시간 여행을 소재로 한 영화 백 투 더 퓨처가 미국에서 개봉하다.
- 7월 8일 - 현대자동차에서 프레스토를 출시하다.
- 7월 12일 - 서울 지하철 3호선 1단계 구간(구파발~독립문) 개통.
- 7월 13일 - 라이브 에이드의 공연이 전세계 라이브로 중계 방송되다.
- 7월 19일 - 부산 도시철도 1호선 1단계 구간(범어사~범내골) 개통.
- 8월 9일 - 닌텐도에서 슈퍼 마리오브라더스를 발매하다.
- 9월 - 금성에서 비디오 테이프를 시판하다.
- 9월 2일 - 상봉시외버스터미널 개업.
- 9월 20일 - 남북한 고향방문단과 예술공연단, 서울과 평양 교환방문.
- 9월 22일 - 삼성 라이온즈가 통합우승으로 통산 1번째 우승을 달성하였다.
- 9월 30일 - 지하 3층,지상 60층의 63빌딩 준공식.
- 10월 4일 - 자유 소프트웨어 재단 설립.
- 10월 8일 - 제40차 세계은행(IBRD)·국제통화기금(IMF)총회, 서울서 개막(∼11일).
- 10월 9일 - 서울특별시, 서울 올림픽 대교 착공.
- 10월 18일 - 서울 지하철 3호선(구파발~양재), 4호선(상계~사당)이 전구간 동시 개통되었다.
- 11월 3일 - 대한민국 축구 국가대표팀이 32년만에 FIFA 월드컵 본선에 진출하였다.
- 11월 4일
  - 현대자동차에서 쏘나타를 출시하다.
  - 한국방송공사, KBS새 CI와 로고체 변경.
- 11월 20일 - 윈도우 1.0 출시.
- 11월 20일 - 대한민국에서 1986학년도 학력고사 실시.
- 12월 1일 - 현대백화점 압구정 본점 개점.

## 탄생

### 1월
- 1월 1일
  - 대한민국의 배우 한수진.
  - 대한민국의 축구 선수 김상덕.
  - 북아일랜드의 축구 선수 스티븐 데이비스.
  - 브라질의 농구 선수 티아고 스플리터.
  - 일본의 축구 선수 다카하시 겐지.
- 1월 2일
  - 대한민국의 가수 신현우.
  - 중화인민공화국의 체조 선수 텅하이빈.
- 1월 3일 - 대한민국의 인터넷 방송인, 유튜버 윰댕.
- 1월 4일 - 대한민국의 축구 선수 정성룡.
- 1월 5일
  - 대한민국의 아나운서 이하린.
  - 대한민국의 가수 허공, 허각.
  - 프랑스의 배우 멜라니 베르니에.
- 1월 6일
  - 잉글랜드의 배우, 신경섬유종증 안면장애인 애덤 피어슨.
- 1월 7일 - 대한민국의 배우 신다은.
- 1월 8일
  - 대한민국의 배우 박그리나.
  - 대한민국의 성우 한만중.
- 1월 9일
  - 대한민국의 가수 홍대광.
  - 스페인의 축구 선수 후안 프란시스코 토레스.
- 1월 10일 - 대한민국의 작가 김하나.
- 1월 11일
  - 대한민국의 래퍼 제이켠.
  - 일본의 가수 리에 후.
- 1월 12일
  - 대한민국의 배우 백민현.
  - 대한민국의 배우 장태민.
  - 미국의 가수 써니, 바니 (샤인).
  - 미국의 영상 연출자, 배우 이사 레이.
  - 잉글랜드의 배우 신시아 아다이로빈슨.
  - 중화인민공화국의 체조 선수 샤오친.
- 1월 13일 - 코트디부아르의 축구 선수 솔 밤바.
- 1월 14일
  - 대한민국의 래퍼 디액션 (언터쳐블).
  - 대한민국의 전 가수 김민수 (먼데이키즈).
  - 대한민국의 배우 배정화.
- 1월 15일
  - 대한민국의 배우 클라라.
  - 우즈베키스탄의 권투 선수 바호디르존 술토노프.
- 1월 16일
  - 대한민국의 배우 이민기.
  - 대한민국의 앵커 이세나.
  - 대한민국의 종합격투기 선수 임현규.
  - 아르헨티나의 축구 선수 파블로 사발레타.
- 1월 17일
  - 대한민국의 가수 강인 (슈퍼주니어).
  - 대한민국의 배우 최성원.
  - 일본의 가수 코사카 리유.
  - 대한민국의 모델 혜박.
  - 대한민국의 마술사 조성진.
- 1월 18일
  - 대한민국의 배우 현우.
  - 영국의 싱어송라이터 소피야 배수정.
  - 이탈리아의 축구 선수 리카르도 몬톨리보.
- 1월 19일
  - 대한민국의 가수 한강
  - 미국의 영화 감독 데이미언 셔젤.
  - 일본의 전 가수 이시카와 리카 (전 모닝구무스메).
- 1월 20일
  - 일본의 성우 이노우에 마리나.
  - 대한민국의 아나운서 장선영.
- 1월 21일
  - 대한민국의 야구 선수 우규민.
  - 일본의 성우 겸 가수 하라 유미.
  - 조선민주주의인민공화국의 체조 선수 리세광.
  - 러시아의 모델 사샤 피보바로바.
- 1월 22일
  - 미국의 작곡가, 각본가 저스틴 허위츠.
  - 말이의 전 축구 선수 모하메드 시소코.
  - 중화인민공화국의 전 스피드 스케이팅 선수 지자.
- 1월 23일
  - 대한민국의 래퍼 산이.
  - 대한민국의 가수 유신.
  - 대한민국의 레이싱 모델 이수진.
  - 네덜란드의 모델 다우천 크루스.
  - 중국의 전 축구 선수 둥팡줘.
- 1월 24일
  - 일본의 배우 이토 유키.
  - 대한민국의 축구 선수 김영기.
- 1월 25일
  - 대한민국의 배우 수현.
  - 대한민국의 성우 이유리.
  - 대한민국의 가수, 래퍼 JJK.
  - 대한민국의 배우 정원영.
  - 대한민국의 전 가수, 배우 황정음.
  - 대한민국의 유도 선수 김재범.
  - 미국의 배우 마이클 트레비노.
- 1월 26일 - 일본의 성우 nao.
- 1월 27일
  - 일본의 프로 레슬링 선수 히노 유지.
  - 포르투갈의 전 축구 선수 후벵 아모링.
- 1월 28일
  - 미국의 래퍼 제이 콜.
  - 일본의 축구 선수 미야마 아야.
  - 대한민국의 배우 선우.
  - 대한민국의 축구 선수 박성진.
  - 대한민국의 아나운서 차유주.
- 1월 29일
  - 대한민국의 래퍼 더 콰이엇
  - 대한민국의 전도사 공윤성.
  - 대한민국의 역도 선수 사재혁.
  - 오스트레일리아의 배우 이저벨 루커스.
- 1월 30일
  - 대한민국의 미스코리아 박샤론.
  - 대한민국의 레이싱모델 최유정.
- 1월 31일
  - 일본의 배우 나카호도 히토미.
  - 대한민국의 가수 박윤화.

### 2월
- 2월 1일
  - 대한민국의 가수 박지용.
  - 대한민국의 전 야구 선수 정정호.
  - 오스트레일리아의 배우, 모델 조디 고든.
- 2월 2일
  - 대한민국의 가수 노승환. (더 넛츠)
  - 일본의 배우 키리야마 렌.
  - 대한민국의 가수 김소리.
  - 미국의 싱어송라이터 멜로디 가르도.
- 2월 4일
  - 대한민국의 배우 서지미.
  - 일본의 대식가 키노시타 유우카.
- 2월 5일
  - 미국의 배우 크리스털 헌트.
  - 포르투갈의 축구 선수 크리스티아누 호날두.
  - 영국의 물리학자 아이작 뉴턴.
- 2월 6일
  - 미국의 배우 크리스털 리드.
  - 일본의 스피드스케이팅 선수 가토 조지.
  - 미국의 농구 선수 크리스 험프리스.
- 2월 7일 - 대한민국의 가수 이은정.
- 2월 8일
  - 대한민국의 성우 서유리.
  - 일본의 배우, 피아니스트 마쓰시타 나오.
  - 대한민국의 가수, 배우 민우 (100%). (~2018년)
  - 도미니카 공화국의 야구 선수 펠릭스 피에.
- 2월 9일
  - 대한민국의 야구 선수 오재원 (두산 베어스).
  - 대한민국의 기상 캐스터 이현승.
  - 대한민국의 전직 스타그래프트 프로게이머 서지훈.
- 2월 10일 - 대한민국의 가수 철수.
- 2월 11일
  - 캐나다의 아이스하키 선수 마이크 리처즈.
  - 대한민국의 영화배우 김다희.
- 2월 12일 - 대한민국의 배우 박아인.
- 2월 13일
  - 대한민국의 배우 곽지민.
  - 대한민국의 배우 박기웅.
  - 대한민국의 배우 신정윤.
  - 대한민국의 배우, 모델 서해원.
  - 대한민국의 작곡가 M2U.
  - 그리스의 축구 선수 알렉산드로스 치올리스.
- 2월 14일
  - 대한민국의 가수 이해리 (다비치).
  - 대한민국의 배우 윤소이.
- 2월 15일 - 일본의 만화가 토쿠노 쇼타로.
- 2월 16일 - 대한민국의 축구 선수 김진규.
- 2월 17일 - 필리핀, 오스트레일리아의 배우, 가수 앤 커티스.
- 2월 18일
  - 대한민국의 배우, 모델 송재림. (~2024년)
  - 대한민국의 배우 박성훈.
  - 대한민국의 가수 강지혜.
- 2월 19일
  - 대한민국의 배우 서효림.
  - 대한민국의 가수 안미.
  - 대한민국의 가수 김현지. (~2015년)
- 2월 20일 - 대한민국의 연극배우 서민재.
- 2월 21일 - 대한민국의 배우 윤주희.
- 2월 22일 - 일본의 성우 코우사카 아츠시.
- 2월 23일
  - 일본의 가수 아키타 가즈에.
  - 대한민국의 배우 신다은.
- 2월 24일 - 대한민국의 거리공연가 조문근.
- 2월 25일
  - 대한민국의 야구 선수 이시찬.
  - 대한민국의 교사, 정치인 백승아.
  - 그리즐리스의 농구 선수 조아킴 노아.
- 2월 26일
  - 미국의 배우 샤일로 페르난데스.
  - 스페인의 축구 선수 페르난도 요렌테.
  - 일본의 가수, 방송인 후지모토 미키 (전 모닝구무스메).
  - 캐나다의 스노보드 선수 마이크 로버트슨.
- 2월 27일
  - 대한민국의 뮤지컬 배우 서현진.
  - 대한민국의 가수 이진성 (먼데이 키즈).
  - 대한민국의 축구 지도자 강민규.
  - 대한민국의 배우 조성윤.
  - 대한민국의 모델 김나윤.
- 2월 28일
  - 대한민국의 스피드 스케이팅 선수 이강석.
  - 브라질의 축구 선수 지에구 히바스 다 쿠냐.
  - 대한민국의 축구 선수 백지훈.
  - 대한민국의 전직 스타크래프트 프로게이머 정영주.
  - 대한민국의 핸드볼 선수 정의경.

### 3월
- 3월 1일
  - 대한민국의 펜싱 선수 강영미.
  - 대한민국의 양궁 선수 윤옥희.
  - 대한민국의 전 야구 선수 남찬섭.
  - 독일의 전 축구 선수 안드레아스 오틀.
- 3월 2일 - 대한민국의 희극인 정찬민.
- 3월 3일
  - 대한민국의 전 농구 선수 강병현.
  - 대한민국의 아나운서 조민주.
  - 폴란드의 방송인 프셰므스와브 크롬피에츠.
- 3월 4일
  - 대한민국의 배우 류상욱.
  - 미국의 배우 스콧 마이클 포스터.
- 3월 5일
  - 일본의 배우 마츠야마 켄이치.
  - 대한민국의 배우 이현진.
  - 대한민국의 배우 이규호.
- 3월 6일
  - 대한민국의 희극인 김진아.
  - 대한민국의 가수 최도원.
  - 대한민국의 가수 웨일.
- 3월 7일
  - 대한민국의 야구 선수 김진성.
  - 대한민국의 양궁 선수 이성진.
- 3월 8일
  - 대한민국의 전 야구 선수 정대훈.
  - 대한민국의 배우 류제희.
  - 대한민국의 가수 라늬.
- 3월 9일 - 대한민국의 유튜버 JM.
- 3월 10일 - 대한민국의 희극인 장도연.
- 3월 11일 - 대한민국의 역사 강사 이다지.
- 3월 12일
  - 대한민국의 래퍼 화나.
  - 대한민국의 프로 바둑 기사 최철한.
- 3월 13일
  - 대한민국의 법조인 최유나.
  - 미국의 배우 에밀 허시.
- 3월 14일
  - 대한민국의 야구 선수 변선웅.
  - 대한민국의 축구 선수 김승용.
  - 대한민국의 조정 선수 박태환.
- 3월 15일
  - 대한민국의 배우 이다희.
  - 대한민국의 야구 선수 송창식.
  - 프랑스의 전 축구 선수 라사나 디아라.
- 3월 16일 - 대한민국의 가수 정욱.
- 3월 17일 - 대한민국의 전 야구 선수 오상준.
- 3월 18일
  - 대한민국의 가수 김상돈. (더 넛츠)
  - 일본의 축구 선수 요코야마 도모노부. (~2024년)
  - 헝가리의 체조 선수 베르키 크리스티안.
- 3월 19일
  - 스웨덴의 축구 선수 카롤리네 세게르.
  - 대한민국의 전 축구 선수 서홍준.
- 3월 20일
  - 대한민국의 쇼트트랙 선수 김민정.
  - 벨기에의 전 축구 선수 니콜라스 페도르.
  - 독일의 축구 선수 사샤 묄더스.
- 3월 21일
  - 대한민국의 야구 선수 김재호.
  - 미국의 전 아이스하키 선수 라이언 캘러헌.
- 3월 22일
  - 대한민국의 레이싱모델, 가수 유주.
  - 대한민국의 가수 김기범.
  - 대한민국의 기상 캐스터 김자민.
  - 중국의 배우 장준닝.
- 3월 23일
  - 대한민국의 전직 스타크래프트 프로게이머 한승엽.
  - 대한민국의 전 축구 선수 김명진.
- 3월 24일
  - 일본의 배우 아야세 하루카.
  - 미국의 프로레슬링 선수 라나.
  - 대한민국의 가수 하유비.
  - 대한민국의 희극인 김종원.
- 3월 25일
  - 대한민국의 배우 이다인.
  - 대한민국의 축구 선수 조성환.
  - 미국의 래퍼 매드클라운.
  - 일본의 성우 코바야시 유스케.
- 3월 26일
  - 영국의 배우 키이라 나이틀리.
  - 대한민국의 가수, 작곡가 김정모 (트랙스).
  - 미국의 배우 조너선 그로프.
  - 대한민국의 성우 유보라.
  - 대한민국의 배우 김서경.
  - 대한민국의 미술가 정민기.
  - 일본의 일러스트레이터, 캐릭터 디자이너 칸토쿠.
  - 미국의 수영 선수 맷 블랭크.
- 3월 27일
  - 대한민국의 야구 선수 김수형.
  - 대한민국의 프로레슬링 선수 김남석.
  - 대한민국의 치어리더 이지영.
  - 미국의 전 야구 선수 라이언 타투스코.
- 3월 28일
  - 대한민국의 가수 장희영.
  - 일본의 피겨 스케이팅 선수 스즈키 아키코.
  - 스위스의 프로 테니스 선수 스타니슬라스 바브링카.
  - 프랑스의 축구 선수 스테브 망당다.
- 3월 29일 - 일본의 성우 키지마 류이치.
- 3월 30일 - 대한민국의 법조인, 정치인 이소영.
- 3월 31일
  - 대한민국의 야구 선수 오재영.
  - 대한민국의 정치인 이준석.
  - 대한민국의 가수 케이준.
  - 대한민국의 야구 선수 오주원.

### 4월
- 4월 1일 - 대한민국의 바둑 기사 박영훈.
- 4월 2일 - 대한민국의 희극인 이수지.
- 4월 3일
  - 대한민국의 축구 선수 심우연.
  - 영국의 가수 리오나 루이스.
  - 쿠바의 권투 선수 오스마이 아코스타.
  - 일본의 전 축구 선수 다카노 고헤이.
- 4월 4일 - 스페인의 농구 선수 루디 페르난데스.
- 4월 5일
  - 대한민국의 아나운서 유나영.
  - 대한민국의 리포터 송유현.
  - 대한민국의 래퍼 차붐.
- 4월 6일
  - 대한민국의 희극인 장윤석.
  - 대한민국의 야구 선수 박건우.
- 4월 7일 - 일본의 가수 MiChi.
- 4월 8일
  - 대한민국의 가수, 배우 김사은.
  - 대한민국의 정치인 손수조.
  - 대한민국의 희극인 백승훈.
- 4월 9일 - 일본의 가수, 배우 야마시타 토모히사.
- 4월 10일
  - 중화인민공화국의 쇼트트랙 선수 왕멍.
  - 이스라엘의 모델 겸 배우 갈 가도트.
  - 콜롬비아의 가수 J 발빈.
  - 미국의 배우 바카드 압디.
- 4월 11일 - 대한민국의 축구 해설 위원 이근호.
- 4월 12일
  - 일본의 전 가수 요시자와 히토미 (전 모닝구무스메).
  - 일본의 배우, 가수 아오야기 쇼.
- 4월 13일 - 대한민국의 전 농구 선수 기승호.
- 4월 14일
  - 대한민국의 가수 정수연.
  - 우크라이나의 사격 선수 올레나 코스테비치.
- 4월 15일 - 대한민국의 배우 윤현민.
- 4월 16일
  - 스웨덴의 축구 선수 안드레아스 그랑크비스트.
  - 미국의 종합격투기 선수 네이트 디아즈.
- 4월 17일
  - 미국의 배우 루니 마라.
  - 일본의 전 축구 선수 혼다 다쿠야.
- 4월 18일
  - 몽골의 권투 선수 푸레우도르징 세르담바.
  - 일본의 성우 시마무라 유우.
  - 폴란드의 축구 선수 우카시 파비안스키.
- 4월 19일
  - 일본의 성우 히라타 마나.
  - 대한민국의 축구 선수 김성민.
  - 미국의 프로레슬링 선수 카트리나.
- 4월 20일 - 대한민국의 배우 이현영.
- 4월 21일
  - 대한민국의 배우 이태성.
  - 대한민국의 인터넷 방송인 겜브링.
- 4월 22일
  - 대한민국의 전직 스타크래프트 프로게이머 박성훈.
  - 일본의 전 축구 선수 요시오카 고헤이.
- 4월 23일
  - 대한민국의 가수 이채윤.
  - 영국의 가수 타이오 크루즈.
  - 대한민국의 희극인 윤한민.
  - 일본의 전 축구 선수 아소 슌.
- 4월 24일
  - 일본의 성우 나즈카 카오리.
  - 대한민국의 수의사 설채현.
- 4월 25일 - 우즈베키스탄계 대한민국의 방송인 구잘 투르수노바.
- 4월 27일 - 대한민국의 아나운서 임현주.
- 4월 28일 - 대한민국의 VJ 심민.
- 4월 29일 - 대한민국의 뮤지컬 배우 최재림.
- 4월 30일 - 이스라엘의 모델, 배우 갈 가도트.

### 5월
- 5월 1일
  - 대한민국의 씨름 선수 임수정.
  - 대한민국의 가수 황성수.
- 5월 2일 - 영국의 가수 릴리 앨런.
- 5월 3일
  - 대한민국의 야구 선수 조정훈 (롯데 자이언츠).
  - 아르헨티나의 축구 선수 에세키엘 라베시.
- 5월 4일 - 브라질의 축구 선수 페르난지뉴.
- 5월 5일
  - 일본의 가수 나카가와 쇼코.
  - 대한민국의 레이싱 모델 임지효.
- 5월 6일
  - 미국의 농구 선수 크리스 폴.
  - 네덜란드의 전 축구 선수 아눅 호헨데이크.
  - 잉글랜드의 배우 제이미 윈스턴.
- 5월 7일 - 대한민국의 희극인 임준빈.
- 5월 8일
  - 대한민국의 야구 선수 모창민 (NC 다이노스).
  - 일본의 성우 후지이 유키요.
- 5월 9일 - 이탈리아의 전 축구 선수 루카 로세티니.
- 5월 10일
  - 대한민국의 전 야구 선수 이상훈.
  - 대한민국의 아나운서 박은주.
  - 캐나다의 전직 아이스하키 선수 라이언 게츨러프.
- 5월 11일
  - 대한민국의 가수 선우정아.
  - 미국의 싱어송라이터 맷 지로드.
- 5월 12일
  - 대한민국의 배우 강성욱.
  - 브라질의 축구 선수 마르셀루 토스카누.
  - 헝가리의 전 축구 선수 퇴제르 다니엘.
- 5월 13일
  - 슬로바키아의 아이스하키 선수 야로슬라우 할라크.
  - 웨일스의 배우 이완 리언 .
- 5월 14일
  - 일본의 축구 선수 다카하시 요시키.
  - 대한민국의 배구 선수 장인희.
- 5월 15일
  - 캐나다의 야구 선수 짐 아두치.
  - 덴마크의 가수 쉬스 비에레.
  - 브라질의 축구 선수 크리스치아니 호제이라.
  - 대한민국의 성우 김율.
  - 미국의 배우 애슐린 예니.
- 5월 16일
  - 대한민국의 배우 정석원.
  - 일본의 가수, 배우 오쿠라 타다요시 (칸쟈니∞).
- 5월 17일
  - 대한민국의 야구 선수 윤희상.
  - 대한민국의 야구 선수 최대성.
  - 잉글랜드의 배우 소피 맥셰라.
- 5월 18일 - 대한민국의 배우 송진우.
- 5월 19일
  - 대한민국의 야구 선수 나지완.
  - 대한민국의 배우 한채원. (~2011년)
- 5월 20일
  - 미국의 종합격투기 선수 진 유 프레이.
  - 대한민국의 가수, 뮤지컬 배우 한수연.
- 5월 21일
  - 대한민국의 전 스타크래프트 프로게이머 서지수.
  - 대한민국의 전 아나운서 김예솔.
  - 영국의 래퍼, 축구 선수 카노.
- 5월 22일
  - 스위스의 축구 선수 트란퀼로 바르네타.
  - 네덜란드의 야구 선수 릭 밴덴헐크.
- 5월 23일
  - 대한민국의 야구 선수 김성계.
  - 대한민국의 축구 선수 조영준.
- 5월 24일
  - 대한민국의 가수 아영.
  - 일본의 댄서 야마시타 켄지로.
- 5월 25일
  - 대한민국의 배구 선수 김민지.
  - 대한민국의 전 기상캐스터 김지은.
  - 미국의 프로레슬링 선수 로먼 레인스.
  - 세네갈의 축구 선수 뎀바 바.
  - 대한민국의 가수 김이삭.
  - 캐나다의 유튜버 승우아빠.
- 5월 26일 - 대한민국의 전 배우 정솔희.
- 5월 27일
  - 대한민국의 기업인, 훈련사 강형욱.
  - 대한민국의 배우 이기혁.
- 5월 28일
  - 영국의 배우 케리 멀리건.
  - 미국의 싱어송라이터 콜비 카레이.
- 5월 29일 - 대한민국의 연극배우, 뮤지컬 배우 장하람.
- 5월 30일 - 중화인민공화국의 배우 쑹원페이. (~2013년)
- 5월 31일
  - 일본의 성우 마츠자키 레이.
  - 일본의 축구 선수 다카하시 마사히로.

### 6월
- 6월 1일
  - 대한민국의 레이싱 모델 이시현.
  - 대한민국의 가수, 모델 이서현.
  - 대한민국의 야구 선수 정우람 (한화 이글스).
- 6월 2일 - 일본의 성우 사와시로 미유키.
- 6월 3일
  - 미국의 야구 선수 루카스 하렐.
  - 폴란드의 축구 선수 우카시 피슈체크.
  - 대한민국의 기상 캐스터 김아린.
- 6월 4일
  - 독일의 축구 선수 루카스 포돌스키 (안탈리아스포르).
  - 대한민국의 희극인 신윤승.
  - 일본의 성우 아사리 료타.
  - 미국의 스케이팅 선수 에번 라이서첵.
- 6월 5일 - 이탈리아의 전 축구 선수 미켈레 카니니.
- 6월 6일 - 스웨덴의 축구 선수 세바스티안 라르손.
- 6월 7일
  - 대한민국의 야구 선수 이희근 (한화 이글스).
  - 일본의 성우 미야케 마리에.
  - 대한민국의 바둑 기사 조혜연.
- 6월 8일
  - 러시아의 펜싱 선수 소피야 벨리카야.
  - 대한민국의 가수 함병선.
- 6월 9일
  - 대한민국의 작곡가, 가수 이혁진.
  - 대한민국의 전직 축구 선수 배슬기.
  - 일본의 축구 선수 고이즈미 사토시.
  - 대한민국의 전 프로게이머 박소연.
- 6월 10일
  - 그리스의 축구 선수 바실리스 토로시디스.
  - 영국의 배우, 모델 설리나 제이드.
- 6월 11일 - 대한민국의 가수, 음악PD 최한울.
- 6월 12일 - 미국의 배우 데이브 프랭코.
- 6월 13일
  - 대한민국의 트로트 가수 최순호.
  - 대한민국의 골프 선수 배경은.
  - 대한민국의 영화배우 김화연.
- 6월 14일 - 중화인민공화국의 전 태권도 선수 주궈.
- 6월 15일
  - 대한민국의 의사 민혜연.
  - 대한민국의 희극인, 가수 권영기.
- 6월 16일
  - 대한민국의 피겨 스케이팅 선수 박빛나.
  - 대한민국의 배우 강민정.
  - 대한민국의 프로게이머 지영훈.
- 6월 17일
  - 대한민국의 아나운서 이승현.
  - 대한민국의 배우 이현욱.
  - 대한민국의 성우 선은혜.
  - 대한민국의 봅슬레이 선수 원윤종.
  - 일본의 가수, 배우, 아이돌 고세키 코이치.
- 6월 18일 - 대한민국의 배우 정다혜.
- 6월 19일
  - 스웨덴의 축구 선수 린다 포르스베리.
  - 일본의 축구 선수 마스다 지카시.
  - 대한민국의 희극인 정주리.
  - 아르헨티나의 축구 선수 호세 에르네스토 소사.
- 6월 20일
  - 대한민국의 아나운서 정지원.
  - 대한민국의 정치인 장종하. (~2023년)
  - 일본의 영화배우 아이부 사키.
- 6월 21일
  - 대한민국의 전 야구 선수 황목치승.
  - 미국의 가수 라나 델 레이.
- 6월 22일
  - 일본의 배우, 모델 가토 로사.
  - 대한민국의 야구 선수 박석민 (NC 다이노스).
  - 베트남의 가수, 배우 하리원.
- 6월 24일
  - 대한민국의 철권 프로게이머 배재민.
  - 대한민국의 전 농구 선수 신혜인.
- 6월 26일
  - 대한민국의 배우 손은서.
  - 대한민국의 가수, 모델 김라나.
  - 이탈리아의 축구 선수 다니엘라 사바티노.
  - 일본의 배우 아스미 리오.
- 6월 27일 - 독일의 레이싱 드라이버 니코 로스베르크.
- 6월 28일
  - 대한민국의 배우 오현철.
  - 대한민국의 최서후.
- 6월 29일 - 일본의 전 축구 선수 요코야마 다쿠야.
- 6월 30일
  - 대한민국의 성우 박리나.
  - 미국의 수영 선수 마이클 펠프스.
  - 대한민국의 레이싱 모델 오아림.
  - 미국의 야구 선수 팻 벤디트.
  - 대한민국의 유튜버 최케빈.
  - 미국의 싱어송라이터, 래퍼 K.플레이.

### 7월
- 7월 1일
  - 프랑스의 배우 레아 세두.
  - 일본의 만화가 사쿠라이 노리오.
  - 대한민국의 육상 선수 김하나.
  - 대한민국의 야구 선수 김창현.
- 7월 2일 - 미국의 배우 애슐리 티스데일.
- 7월 3일 - 불가리아의 가수 제나.
- 7월 4일 - 대한민국의 전직 스타크래프트 프로게이머 김성곤.
- 7월 5일 - 미국의 축구 선수 메건 러피노.
- 7월 7일
  - 대한민국의 배우 서우.
  - 대한민국의 성우 장희문.
  - 대한민국의 배우 서미영.
- 7월 8일 - 대한민국의 미스코리아 오은영.
- 7월 9일
  - 잉글랜드이 축구 선수 애슐리 영.
  - 대한민국의 변호사, 방송인 장천.
- 7월 10일
  - 대한민국의 축구 선수 박주영 (FC 서울).
  - 독일의 축구 선수 마리오 고메스.
- 7월 11일
  - 그리스의 축구 선수 오레스티스 카르네지스.
  - 일본의 배우 마에다 아키.
  - 중화인민공화국의 가수 리롱하오.
- 7월 12일 - 러시아의 모델 나타샤 폴리.
- 7월 13일
  - 대한민국의 가수 미유 (HAM).
  - 멕시코의 축구 선수 기예르모 오초아.
  - 일본의 전 축구 선수 고케구치 다쿠야.
- 7월 14일
  - 대한민국의 배우 이광수.
  - 대한민국의 국악연주가 신날새.
  - 영국의 배우, 작가 피비 월러브리지.
- 7월 15일
  - 튀르키예의 축구 선수 부라크 이을마즈.
  - 대한민국의 프로 바둑 기사 원성진.
- 7월 16일
  - 대한민국의 희극인 김진.
  - 대한민국의 배우 차예련.
  - 일본의 성우 히카사 요코.
  - 아제르바이잔의 레슬링 선수 율리야 라트케비치.
  - 미국의 배우 로자 살라사르.
- 7월 17일
  - 대한민국의 전 야구 선수 이정동.
  - 대한민국의 야구 선수 오현택.
  - 대한민국의 야구 선수 임훈.
- 7월 18일 - 대한민국의 가수 신성.
- 7월 19일
  - 대한민국의 레이싱 모델 이채은.
  - 대한민국의 배우 한이서.
  - 대한민국의 성우 권영지.
  - 인도네시아의 가수 리키 우중.
- 7월 20일
  - 대한민국의 야구 선수 김지성.
  - 일본의 아이돌 오리이 아유미.
- 7월 21일 - 대한민국의 사격 선수 김종현.
- 7월 22일
  - 대한민국의 배우 이동휘.
  - 대한민국의 배우 이선아.
  - 아일랜드의 싱어송라이터 라이언 돌란.
- 7월 23일 - 대한민국의 수영 선수 남유선.
- 7월 24일
  - 대한민국의 가수 프롬.
  - 미국의 축구 선수 브라이언 뱅크스.
  - 일본의 전 축구 선수 마쓰시타 고헤이.
- 7월 25일
  - 대한민국의 배우, 전 가수 박하나.
  - 대한민국의 웹툰 작가 네온비.
  - 대한민국의 축구 선수 이승현.
  - 대한민국의 배구 선수 박철우.
- 7월 26일
  - 대한민국의 레이싱 모델 신선아.
  - 프랑스의 축구 선수 가엘 클리시.
  - 대한민국의 유도 선수 정경미.
- 7월 27일
  - 대한민국의 가수 리치.
  - 대한민국의 전직 스타크래프트 프로게이머 김원기.
- 7월 28일
  - 대한민국의 전 축구 선수 한송이.
  - 러시아의 체조 선수 안톤 골로추츠코프.
  - 프랑스의 축구 선수 마티외 드뷔시.
- 7월 29일
  - 대한민국의 전 가수 마망.
  - 대한민국의 모델 이지호.
- 7월 30일
  - 일본의 배우 카타오카 신와.
  - 대한민국의 바둑 기사 김대용.
- 7월 31일
  - 대한민국의 야구 선수 장원준 (두산 베어스).
  - 대한민국의 아나운서 조윤경.
  - 일본의 축구 선수 도키자와 사토시.

### 8월
- 8월 1일
  - 대한민국의 가수, 배우 쥬니.
  - 네덜란드의 격투기 선수 게가드 무사시.
  - 대한민국의 가수, 배우 김리나.
  - 대한민국의 필드하키 선수 김영란.
  - 푸에르토리코의 배구 선수 카리나 오카시오.
- 8월 2일
  - 대한민국의 전 농구 선수 정선화.
  - 러시아의 래퍼 지간.
  - 미국의 배우 브릿 로어.
- 8월 3일
  - 대한민국의 야구 선수 김정혁 (삼성 라이온즈).
  - 베네수엘라의 펜싱 선수 루벤 리마르도.
- 8월 4일
  - 대한민국의 전 농구 선수 하승진.
  - 에콰도르의 축구 선수 안토니오 발렌시아.
  - 대한민국의 배우, 모델 최수은.
  - 조선민주주의인민공화국의 역도 선수 박현숙.
  - 일본의 야구 선수 사카키바라 료.
- 8월 5일
  - 대한민국의 배우 신소율.
  - 대한민국의 희극인 천수정.
  - 코트디부아르의 축구 선수 살로몽 칼루.
- 8월 6일
  - 대한민국의 배우 최광제.
  - 대한민국의 무용가 최수진.
- 8월 7일
  - 대한민국의 레이싱 모델 이가나.
  - 대한민국의 야구 선수 조평호.
  - 프랑스의 축구 선수 로이크 페랭.
  - 대한민국의 가수 보배.
- 8월 8일 - 대한민국의 가수, 드러머 엄진용.
- 8월 9일
  - 대한민국의 가수, 방송인 홍진영.
  - 미국의 배우 애나 켄드릭.
  - 브라질의 축구 선수 필리피 루이스.
  - 일본의 배우 키나미 하루카.
- 8월 10일 - 대한민국의 바둑 기사 도은교.
- 8월 11일 - 대한민국의 언론인 고석승.
- 8월 12일
  - 대한민국의 전 야구 선수 박권수.
  - 대한민국의 대학교수 및 모델 신재이.
  - 대한민국의 전 배구 선수 전민정.
  - 쿠바와 이탈리아의 배구 선수 오스마니 후안토레나.
- 8월 13일
  - 대한민국의 배우 윤나무.
  - 대한민국의 가수 이루리.
  - 나이지리아의 전 축구 선수 올루바요 아데페미.
- 8월 14일
  - 대한민국의 전 아나운서 김민지.
  - 대한민국의 레이싱 모델 정지원.
- 8월 15일
  - 대한민국의 배우 박가원.
  - 미국의 배우, 가수 에밀리 키니.
- 8월 16일
  - 일본의 배우 오사와 아카네.
  - 대한민국의 래퍼 유소닉.
  - 대한민국의 배구 선수 김요한.
  - 한국계 일본인 방송인 가나야마 야스타카.
- 8월 17일
  - 대한민국의 배우 강동호.
  - 대한민국의 야구 선수 최진행.
  - 일본의 영화배우, 모델 아오이 유.
  - 미국의 암벽 등반가 알렉스 호놀드.
- 8월 18일
  - 대한민국의 야구 선수 강민호 (삼성 라이온즈).
  - 대한민국의 희극인 양세형.
  - 대한민국의 전 야구 선수 박노민.
- 8월 19일
  - 대한민국의 배우 배성종.
  - 대한민국의 래퍼 비프리.
  - 대한민국의 가수, 배우, 모델 류지광.
  - 베네수엘라의 축구 선수 니콜라스 페도르.
- 8월 20일
  - 대한민국의 야구 선수 김용의 (LG 트윈스).
  - 대한민국의 아나운서 김초롱.
  - 스페인의 축구 선수 알바로 네그레도.
  - 미국의 록 음악가 마이클 슈먼.
- 8월 21일
  - 대한민국의 배우 주창욱.
  - 잉글랜드의 배우 로라 해덕.
  - 프랑스의 펜싱 선수 볼라데 아피티.
- 8월 22일
  - 대한민국의 야구 선수 박근홍.
  - 대한민국의 래퍼 기린.
- 8월 23일 - 대한민국의 배우 박영준.
- 8월 24일 - 대한민국의 방송인 정순주.
- 8월 25일 - 대한민국의 야구 선수 임창민 (NC 다이노스).
- 8월 26일
  - 대한민국의 야구 선수 이용규 (한화 이글스).
  - 대한민국의 가수 황바울.
- 8월 27일
  - 대한민국의 배우 김영성.
  - 대한민국의 배우, 가수 이충주.
  - 대한민국의 기업인 김동원.
- 8월 28일 - 대한민국의 기상 캐스터 장주희.
- 8월 29일 - 대한민국의 전 가수 김우주.
- 8월 30일 - 대한민국의 연극배우 엄영실.
- 8월 31일
  - 대한민국의 배우 고준희.
  - 대한민국의 변호사 박한희.
  - 대한민국의 축구 선수 정훈.
  - 독일의 유도 선수 베냐민 베를라.

### 9월
- 9월 1일 - 대한민국의 성우 천지선.
- 9월 2일 - 대한민국의 레이싱 모델 이유은.
- 9월 3일
  - 일본의 성우 카지 유우키.
  - 잉글랜드의 축구 선수 스콧 카슨.
  - 러시아의 배우, 가수 타티야나 코토바.
- 9월 4일
  - 스페인의 축구 선수 라울 알비올 (SSC 나폴리).
  - 대한민국의 야구 선수 윤석민.
  - 조선조선민주주의인민공화국의 축구 선수 리광천.
  - 미국의 봅슬레이 선수 케일리 험프리스.
- 9월 5일
  - 대한민국의 수영 선수 배소현.
  - 조선민주주의인민공화국의 축구 선수 박철진.
- 9월 6일 - 일본의 모델, 배우 나가하마 신.
- 9월 7일
  - 대한민국의 배우 윤선우.
  - 미국의 전 야구 선수 웨이드 데이비스.
  - 브라질의 축구 선수 하피냐.
- 9월 8일
  - 대한민국의 배우 강필선.
  - 일본의 전 축구 선수 오구라 쇼헤이.
- 9월 9일 - 크로아티아의 축구 선수 루카 모드리치 (레알 마드리드 CF).
- 9월 10일
  - 일본의 배우 마츠다 쇼타.
  - 대한민국의 성우 김혜성.
  - 프랑스의 축구 선수 로랑 코시엘니.
  - 대한민국의 방송 기자 조용성.
  - 미국의 야구 선수 닐 워커.
  - 중국의 배우 리성.
- 9월 11일
  - 대한민국의 운전기사, 경부선 고속도로 모델 서상원 (한국도로공사).
  - 일본의 성우 히키사카 리에.
- 9월 12일
  - 대한민국의 전 야구 선수 오현근.
  - 대한민국의 가수 정진우.
  - 대한민국의 전 야구 선수 한윤섭.
- 9월 13일 - 대한민국의 독립 정치가 김명수.
- 9월 14일 - 일본의 배우, 가수 우에토 아야.
- 9월 15일
  - 대한민국의 골프 선수 김태훈.
  - 미국의 포르노 배우 케이든 크로스.
- 9월 16일
  - 대한민국의 기타리스트 박규희.
  - 미국의 전 야구 선수 맷 해리슨.
- 9월 17일
  - 대한민국의 배우 박재철.
  - 대한민국의 기업인 백종윤.
  - 대한민국의 야구 선수 김다원.
  - 일본의 가수 키타야마 히로미츠 (Kis-My-Ft2).
  - 체코의 테니스 선수 토마시 베르디흐.
- 9월 18일 - 일본의 야구 선수 마쓰야마 류헤이.
- 9월 19일
  - 대한민국의 배우 송중기.
  - 캐나다의 방송인 르네 영.
  - 대한민국의 배우, 모델 설정환.
  - 대한민국의 가수 공소원.
  - 조선민주주의인민공화국의 축구 선수 전송림.
- 9월 20일 - 대한민국의 사진작가 김태진.
- 9월 21일 - 대한민국의 유튜버 테드.
- 9월 22일
  - 일본의 삽화가 Abec.
  - 캐나다의 배우 타티아나 마슬라니.
  - 스코틀랜드의 전 축구 선수 제이미 매키.
  - 미국의 펜싱 선수 제임스 레이먼 윌리엄스.
- 9월 23일
  - 이란의 축구 선수 호세인 카에비.
  - 일본의 가수 고토 마키.
- 9월 24일
  - 대한민국의 배우 권혁범
  - 대한민국의 배우 진예솔.
  - 캐나다의 배우 제시카 루커스.
- 9월 25일
  - 북한의 축구 선수 차정혁.
  - 오스트레일리아의 모델 제시카 고메스.
  - 미국의 싱어송라이터 럭키 데이.
  - 대한민국의 가수 황가람
- 9월 26일
  - 잉글랜드의 배우 타룰라 라일리.
  - 일본의 배우 아키야마 리나.
- 9월 27일
  - 사우디아라비아의 축구 선수 오마르 하우사위.
  - 체코의 전 축구 선수 다니엘 푸딜.
  - 코트디부아르의 축구 선수 이브라힘 투레. (~2014년)
- 9월 28일
  - 대한민국의 래퍼 신동 (슈퍼주니어).
  - 잉글랜드의 축구 선수 제임스 퍼치.
- 9월 29일 - 대한민국의 트로트 가수 홍자.
- 9월 30일
  - 캐나다의 전 야구 선수 제이미 로맥.
  - 미국의 배우 카트리나 로.

### 10월
- 10월 1일
  - 대한민국의 전직 스타크래프트 프로게이머 이유석.
  - 일본의 성우 아이바 히로키.
  - 일본의 가수 RYO (ORANGE RANGE).
- 10월 2일 - 대한민국의 배우 손승우.
- 10월 3일 - 대한민국의 전 야구 선수 김창훈.
- 10월 4일
  - 대한민국의 배우 서단비.
  - 대한민국의 배우 한예원.
- 10월 5일
  - 대한민국의 가수 플랜엑스.
  - 대한민국의 배우 이안.
  - 대한민국의 배우 송아영.
  - 미국의 배우, 모델 커샌드라 진.
- 10월 6일
  - 대한민국의 성우 신송이.
  - 대한민국의 야구 선수 강승현.
  - 미국의 농구 선수 실비아 파울스.
- 10월 7일 - 대한민국의 뮤지컬 배우 허순미.
- 10월 8일
  - 미국의 싱어송라이터 브루노 마스
  - 일본의 배우, 가수 웬츠 에이지 (WaT).
  - 대한민국의 야구 선수 김준.
- 10월 9일
  - 대한민국의 성우 임윤선.
  - 대한민국의 가수 손혜림.
- 10월 10일
  - 영국의 가수 마리나 앤드 더 다이아몬즈.
  - 대한민국의 배우 최유화.
  - 캐나다의 배우 카일 스위처.
- 10월 11일
  - 대한민국의 야구 선수 이영욱.
  - 미국의 배우, 모델 미셸 트랙턴버그.
  - 대한민국의 사이클 선수 이민혜. (~2018년)
- 10월 12일
  - 대한민국의 가수 소현.
  - 대한민국의 희극인 김완배.
  - 체코의 전 축구 선수 다니엘 콜라르시.
- 10월 13일 - 일본의 싱어송라이터 후카세.
- 10월 14일
  - 대한민국의 가수 김원준.
  - 조선민주주의인민공화국의 축구 선수 리혁철.
- 10월 15일
  - 잉글랜드의 축구 심판 시언 매시엘리스.
  - 조선민주주의인민공화국의 전직 축구 선수 김철호.
- 10월 16일
  - 대한민국의 아나운서 이각경.
  - 독일의 방송인 다니엘 린데만.
- 10월 17일
  - 베네수엘라의 야구 선수 카를로스 곤살레스.
  - 대한민국의 격투기 선수 임수정.
- 10월 18일
  - 일본의 성우 노미즈 이오리.
  - 쿠바의 야구 선수 요에니스 세스페데스.
- 10월 19일 - 대한민국의 아나운서 김난영.
- 10월 20일 - 대한민국의 배우 김미림.
- 10월 21일
  - 대한민국의 가수 로코.
  - 베네수엘라의 축구 선수 다니 에르난데스.
- 10월 22일
  - 대한민국의 레이싱 모델 김민솔.
  - 대한민국의 방송인, 전 아나운서 정인영.
  - 대한민국의 배우 진현빈.
- 10월 23일
  - 대한민국의 아나운서 박종윤.
  - 대한민국의 희극인 최설아.
  - 일본의 아이돌 우라노 가즈미. (AKB48)
- 10월 24일
  - 대한민국의 싱어송라이터 박새별.
  - 대한민국의 바둑 기사 김동희.
  - 영국의 축구 선수 웨인 루니.
  - 대한민국의 전 농구 선수 최윤아.
- 10월 25일
  - 대한민국의 희극인 박나래.
  - 일본의 성우 타카가키 아야히.
  - 미국의 야구 선수 찰리 쉬렉.
- 10월 26일 - 대한민국의 배우 신의진.
- 10월 27일
  - 대한민국의 배우 홍인영.
  - 대한민국의 바둑 기사 이다혜.
- 10월 28일
  - 대한민국의 배우 신지수.
  - 대한민국의 배우 최우혁.
  - 타이완의 바둑 기사 천스위안.
  - 프랑스의 축구 선수 가에탄 티네.
- 10월 29일
  - 대한민국의 축구 선수 김민식.
  - 대한민국의 배우 강일.
  - 잉글랜드의 배우 재닛 몽고메리.
- 10월 30일 - 대한민국의 의원 오지혜.
- 10월 31일
  - 대한민국의 배우 신성민.
  - 대한민국의 모델 김다은.
  - 대한민국의 전 리그 오브 레전드 프로게이머 놀자.

### 11월
- 11월 1일 - 일본의 작곡가, 베이시스트, 기타리스트 타카하시 료.
- 11월 2일 - 인도의 모델, 배우 다이아나 펜티.
- 11월 3일 - 대한민국의 희극인 이희진.
- 11월 4일 - 대한민국의 기업인 김예진.
- 11월 5일
  - 일본의 가수 다나카 고키.
  - 대한민국의 사업가 박현선.
- 11월 6일 - 대한민국의 배우 김태윤.
- 11월 7일 - 대한민국의 배우 지일주.
- 11월 9일 - 대한민국의 기업인 김가람.
- 11월 10일
  - 세르비아의 전 축구 선수 알렉산다르 콜라로브.
  - 대한민국의 아나운서 이창훈.
  - 일본의 배우 미우라 타카히로.
- 11월 11일 - 대한민국의 래퍼 레디.
- 11월 12일
  - 대한민국의 배우 정다영.
  - 미국의 모델, 링걸 아리아니 셀레스티.
  - 프랑스의 축구 선수 아들렌 게디우라.
- 11월 13일 - 대한민국의 전 가수, 모델 이혜빈.
- 11월 14일
  - 벨기에의 축구 선수 토마스 페르말런.
  - 대한민국의 아나운서 김기혁.
- 11월 15일 - 대한민국의 가수, 국악인, 싱어송라이터, 유튜버 권미희.
- 11월 16일
  - 대한민국의 가수, 배우, 모델 한송이.
  - 핀란드의 총리 산나 마린.
- 11월 17일 - 대한민국의 가수 마호.
- 11월 18일
  - 대한민국의 희극인 이용진.
  - 독일의 축구 선수 멜라니 베링거.
- 11월 19일
  - 잉글랜드의 전 축구 선수 크리스 이글스.
  - 일본의 아이돌 호시노 미치루.
- 11월 20일
  - 타이완의 가수, 배우 염아륜 (페이룬하이).
  - 대한민국의 희극인 남호연.
- 11월 21일
  - 대한민국의 배우 노형욱.
  - 대한민국의 희극인 김희원.
  - 캐나다의 가수 칼리 레이 젭슨.
  - 스페인의 축구 선수 헤수스 나바스.
  - 미국의 싱어송라이터 루엘.
- 11월 22일
  - 대한민국의 레이싱 모델 이지후.
  - 가나의 축구 선수 아사모아 잔.
- 11월 23일
  - 러시아의 쇼트트랙 선수 빅토르 안.
  - 대한민국의 레이싱 모델 김미혜.
- 11월 24일
  - 대한민국의 배우 김꽃비.
  - 대한민국의 희극인 김현기.
- 11월 25일 - 대한민국의 배우 이한종.
- 11월 26일 - 대한민국의 성우 김하영.
- 11월 27일
  - 대한민국의 희극인 김기리.
  - 대한민국의 가수, 배우 박수진.
  - 스위스의 축구 선수 라라 디켄만.
  - 대한민국의 희극인 김다온.
  - 대한민국의 희극인, 범죄자 여주석.
- 11월 28일 - 카메룬의 축구 선수 란드리 눈게모. (~2024년)
- 11월 29일 - 일본의 가수, 배우 다구치 준노스케.
- 11월 30일
  - 미국의 모델 크리시 티건.
  - 미국의 배우 케일리 쿼코.
  - 우크라이나의 권투 선수 타라스 셸레스튜크.
  - 일본의 배우 미야자키 아오이.
  - 일본의 배우 미츠시마 히카리.

### 12월
- 12월 1일
  - 미국의 가수, 배우 저넬 모네이.
  - 대한민국의 연극배우 김국희.
- 12월 2일
  - 대한민국의 가수 놀부 (후레쉬 보이즈).
  - 대한민국의 전 리그 오브 레전드 프로게이머 윤성영.
  - 대한민국의 골프 선수 이지영.
- 12월 3일
  - 미국의 배우 어맨다 사이프리드.
  - 대한민국의 레이싱 모델 윤한비.
- 12월 4일
  - 대한민국의 야구 선수 김회성.
  - 일본의 대식가 갸루 소네.
  - 미국의 배우, 방송인 로니 오티즈.
- 12월 5일
  - 프랑스의 축구 선수 앙드레피에르 지냐크.
  - 대한민국의 전직 스타크래프트 프로게이머 김준영.
- 12월 6일
  - 대한민국의 가수 타이미.
  - 대한민국의 펜싱 선수 김혜림.
- 12월 7일 - 미국의 프로레슬링 선수 딘 앰브로스.
- 12월 8일
  - 대한민국의 가수 지환.
  - 대한민국의 음반제작자 겸 작사가 백일하.
- 12월 10일
  - 일본의 성우, 가수 닛타 에미.
  - 소코틀랜드의 축구 선수 찰리 애덤.
- 12월 11일
  - 대한민국의 레이싱 모델 임민영.
  - 대한민국의 배우 이호철.
  - 일본의 전 축구 선수 다나카 고헤이.
- 12월 12일 - 일본의 배우 간지야 시호리.
- 12월 13일
  - 대한민국의 전 아나운서 성주희.
  - 대한민국의 아나운서 김보빈.
- 12월 14일
  - 대한민국의 쇼호스트 김아라.
  - 폴란드의 축구 선수 야쿠프 브와슈치코프스키.
  - 대한민국의 배우 최정화.
- 12월 15일
  - 대한민국의 야구 선수 김주형.
  - 대한민국의 가수 송희란.
  - 대한민국의 전 야구 선수 허준혁.
- 12월 16일
  - 대한민국의 아나운서 양한나.
  - 대한민국의 레이싱 모델 주다하. (~2016년)
  - 일본의 가수, 배우 타치바나 케이타 (w-inds.).
  - 대한민국의 배구 선수 한선수.
- 12월 17일
  - 일본의 가수 오가타 류이치 (w-inds.).
  - 대한민국의 바이올리니스트 권혁주. (~2016년)
  - 대한민국의 성우 김주호.
- 12월 18일
  - 대한민국의 축구 선수 이요한.
  - 대한민국의 배우 이화정.
  - 일본의 축구 선수 리 다다나리.
  - 대한민국의 레이싱 모델 이종빈.
- 12월 19일
  - 일본의 축구 선수 리 다다나리.
  - 잉글랜드의 축구 선수 게리 케이힐.
  - 대한민국의 가수 나상도.
  - 한국계 일본의 축구 선수 이충성.
- 12월 20일 - 러시아의 배우 옐리자베타 보야르스카야.
- 12월 21일
  - 일본의 배우 야나기 고타로.
  - 대한민국의 광고인 신현우.
- 12월 22일 - 대한민국의 수영 선수 류윤지.
- 12월 23일
  - 미국의 힙합 가수 티-페인.
  - 대한민국의 e스포츠 지도자 김정균.
  - 대한민국의 배우 오인하.
- 12월 24일 - 대한민국의 기상 캐스터 최영아.
- 12월 25일
  - 브라질의 축구 선수 나타나에우 지 소자 산투스 주니오르.
  - 대한민국의 전 축구 선수 김광민.
  - 일본의 성우 카스야 유우타.
- 12월 26일 - 일본의 배우 시로타 유.
- 12월 27일 - 프랑스의 축구 선수 아딜 라미.
- 12월 28일 - 대한민국의 배우 배진아.
- 12월 29일
  - 대한민국의 배우 왕지혜.
  - 대한민국의 배우 지민.
  - 미국의 싱어송라이터 알렉사 레이 조엘.
  - 대한민국의 야구 선수 이범석.
  - 독일의 펜싱 선수 니콜라스 림바흐.
- 12월 30일 - 대한민국의 성우 이창민.
- 12월 31일 - 일본의 전 축구 선수 다무라 유키

### 미상
- 대한민국의 가수 겸 작사가, 방송인 김경진.
- 대한민국의 드럼 연주자 류지.
- 대한민국의 소설가 박민정.
- 대한민국의 전 야구 선수 박상진.
- 대한민국의 바이올린 연주자 박지혜.
- 대한민국의 가수 오병길.
- 대한민국의 미스코리아 온인주.
- 대한민국의 아나운서 이담.
- 대한민국의 법조인 최유나.
- 대한민국의 가수 효성.
- 대한민국의 교육인, 교수 김동진.
- 대한민국의 필드하키 선수 김보미.
- 대한민국의 미스코리아 김유리.
- 대한민국의 배우 김유연.
- 대한민국의 부산광역시 북구의원 김정원.
- 대한민국의 희극인 김형준.
- 대한민국의 배우 박선혜.
- 대한민국의 권투 선수 박지현.
- 대한민국의 배우 서예희.
- 대한민국의 테니스 선수 안재성.
- 대한민국의 모델 이민정.
- 대한민국의 소프트볼 선수 이은미.
- 대한민국의 스케이트 선수 이종우.
- 대한민국의 영화 감독 이지은.
- 대한민국의 가수 류지. (브로콜리 너마저)
- 대한민국의 아나운서, 언론인 박진아.
- 대한민국의 가수 배진아.
- 대한민국의 쇼호스트 이진영.
- 대한민국의 배우 장현정.
- 미국의 생물학자, 화학자 존 점퍼.
- 잉글랜드의 배우 트레이시 이피처.
- 미국의 미식축구 선수 맷 라이언.
- 중화인민공화국의 영화 감독 청얼.
- 중화인민공화국의 배우 청이.

## 사망

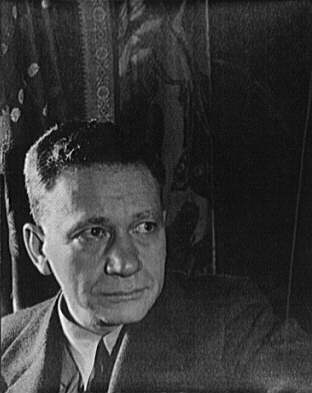
에프렘 짐발리스트

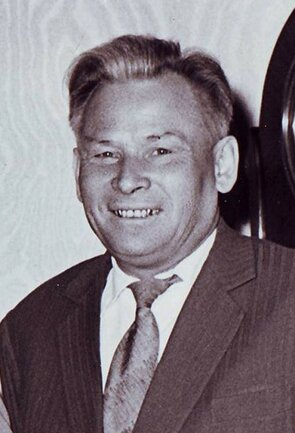
콘스탄틴 체르넨코

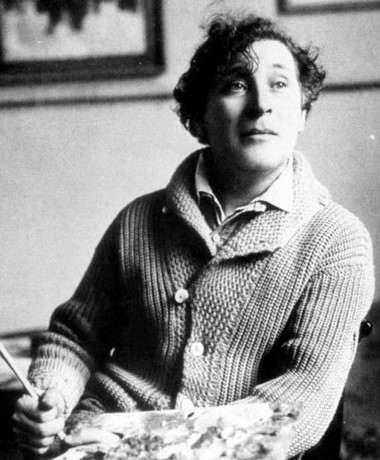
마르크 샤갈

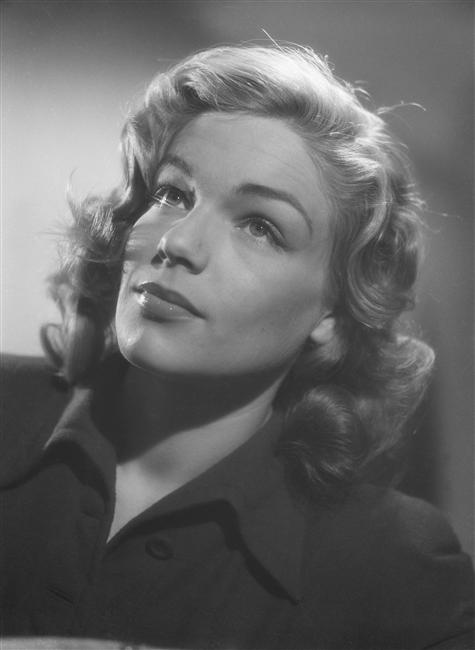
시몬 시뇨레

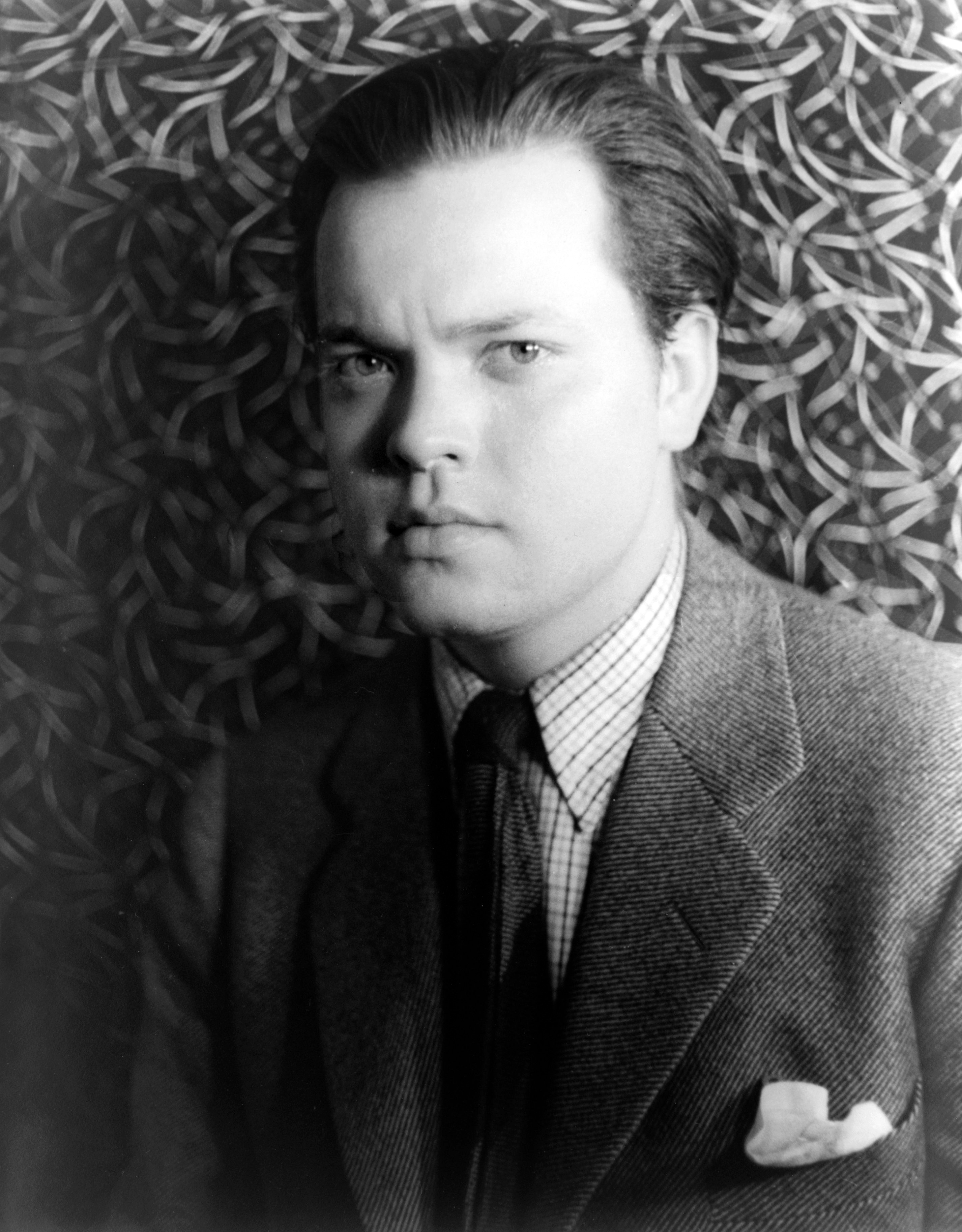
오슨 웰스

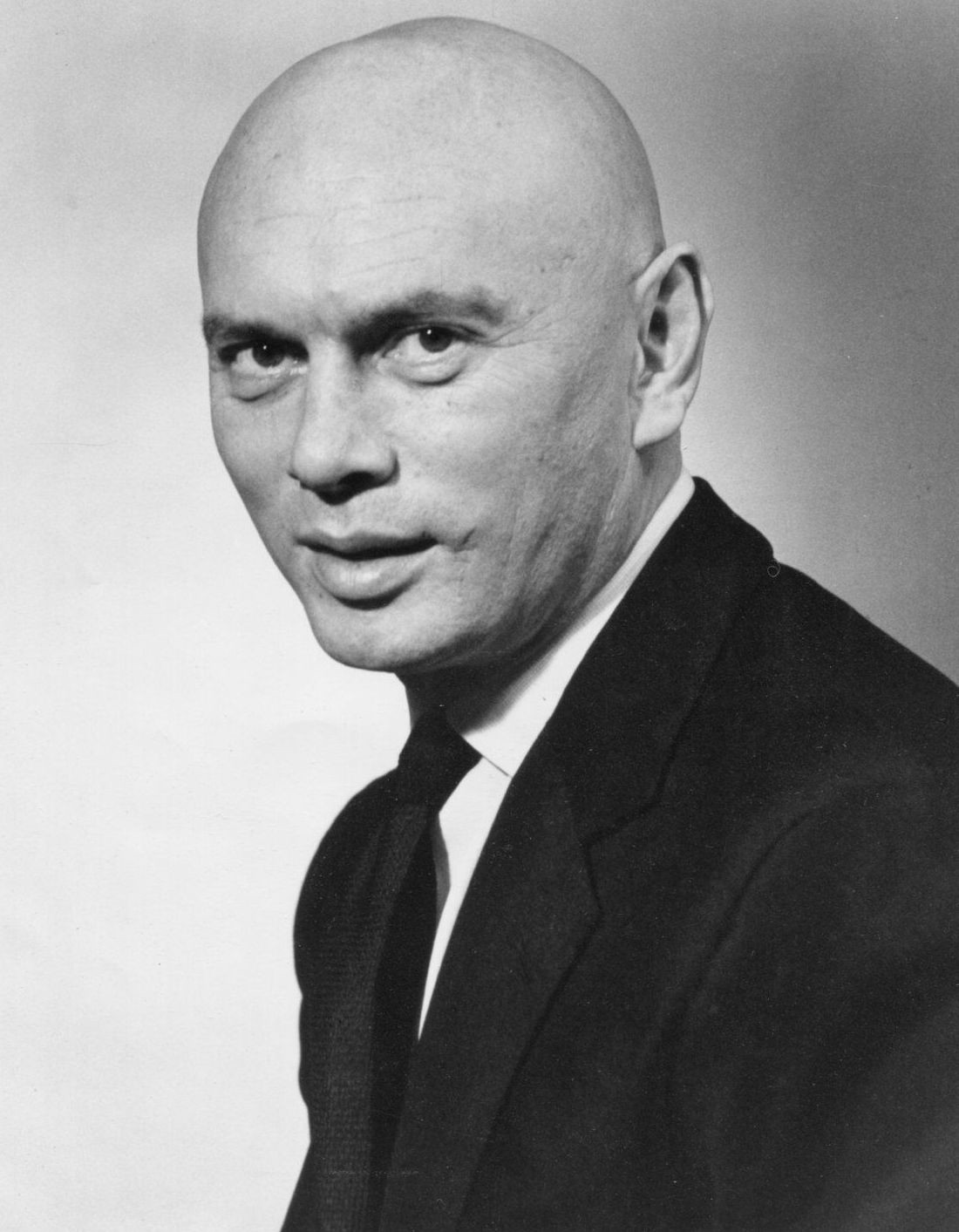
율 브리너

- 2월 22일 - 러시아 태생 미국의 바이올리니스트 겸 작곡가 에프렘 짐발리스트. (1889년~)
- 3월 8일 - 대한민국의 축구 선수, 축구 감독 김용식. (1910년~)
- 3월 10일 - 소비에트 연방의 정치인 콘스탄틴 체르넨코. (1911년~)
- 3월 23일 - 미국의 정치인 퍼트리샤 로버츠 해리스. (1924년~)
- 3월 28일 - 프랑스의 화가 마르크 샤갈. (1887년~)
- 4월 7일 - 독일의 법학자, 정치학자 카를 슈미트. (1888년~)
- 5월 8일 - 미국의 작가 시어도어 스터전. (1918년~)
- 7월 16일 - 독일의 작가, 소설가 하인리히 뵐. (1917년~)
- 8월 12일 - 일본의 가수, 배우, 인권운동가 사카모토 규. (1941년~)
- 8월 24일 - 미국의 작곡가 폴 크레스톤. (1906년~)
- 8월 26일 - 중화민국의 학자 장치윈. (1901년~)
- 9월 15일 - 독일의 법학자 볼프강 아벤트로트. (1906년~)
- 9월 30일 - 프랑스의 배우 시몬 시뇨레. (1921년~)
- 10월 10일
  - 미국의 배우, 영화 감독 오슨 웰스. (1915년~)
  - 미국의 영화배우 율 브리너. (1920년~)
- 10월 13일 - 대한민국의 문학평론가 백철. (1908년~)
- 11월 29일 - 대한민국의 가수 김정호. (1952년~)

## 노벨상
- 경제학상: 프랑코 모딜리아니
- 문학상: 클로드 시몽
- 물리학상: 클라우스 폰 클리칭
- 생리학 및 의학상: 마이클 스튜어트 브라운, 조지프 골드스타인
- 평화상: 핵전쟁 방지 국제 의사회
- 화학상: 헤르트 하우프트만*, 제롬칼

## 달력
| 1월 |    |    |    |    |    |    |
| 일  | 월 | 화 | 수 | 목 | 금 | 토 |
|     |    | 1  | 2  | 3  | 4  | 5  |
| 6   | 7  | 8  | 9  | 10 | 11 | 12 |
| 13  | 14 | 15 | 16 | 17 | 18 | 19 |
| 20  | 21 | 22 | 23 | 24 | 25 | 26 |
| 27  | 28 | 29 | 30 | 31 |    |    |

| 2월 |    |    |    |    |    |    |
| 일  | 월 | 화 | 수 | 목 | 금 | 토 |
|     |    |    |    |    | 1  | 2  |
| 3   | 4  | 5  | 6  | 7  | 8  | 9  |
| 10  | 11 | 12 | 13 | 14 | 15 | 16 |
| 17  | 18 | 19 | 20 | 21 | 22 | 23 |
| 24  | 25 | 26 | 27 | 28 |    |    |

| 3월 |    |    |    |    |    |    |
| 일  | 월 | 화 | 수 | 목 | 금 | 토 |
|     |    |    |    |    | 1  | 2  |
| 3   | 4  | 5  | 6  | 7  | 8  | 9  |
| 10  | 11 | 12 | 13 | 14 | 15 | 16 |
| 17  | 18 | 19 | 20 | 21 | 22 | 23 |
| 24  | 25 | 26 | 27 | 28 | 29 | 30 |
| 31  |    |    |    |    |    |    |

| 4월 |    |    |    |    |    |    |
| 일  | 월 | 화 | 수 | 목 | 금 | 토 |
|     | 1  | 2  | 3  | 4  | 5  | 6  |
| 7   | 8  | 9  | 10 | 11 | 12 | 13 |
| 14  | 15 | 16 | 17 | 18 | 19 | 20 |
| 21  | 22 | 23 | 24 | 25 | 26 | 27 |
| 28  | 29 | 30 |    |    |    |    |

| 5월 |    |    |    |    |    |    |
| 일  | 월 | 화 | 수 | 목 | 금 | 토 |
|     |    |    | 1  | 2  | 3  | 4  |
| 5   | 6  | 7  | 8  | 9  | 10 | 11 |
| 12  | 13 | 14 | 15 | 16 | 17 | 18 |
| 19  | 20 | 21 | 22 | 23 | 24 | 25 |
| 26  | 27 | 28 | 29 | 30 | 31 |    |

| 6월 |    |    |    |    |    |    |
| 일  | 월 | 화 | 수 | 목 | 금 | 토 |
|     |    |    |    |    |    | 1  |
| 2   | 3  | 4  | 5  | 6  | 7  | 8  |
| 9   | 10 | 11 | 12 | 13 | 14 | 15 |
| 16  | 17 | 18 | 19 | 20 | 21 | 22 |
| 23  | 24 | 25 | 26 | 27 | 28 | 29 |
| 30  |    |    |    |    |    |    |

| 7월 |    |    |    |    |    |    |
| 일  | 월 | 화 | 수 | 목 | 금 | 토 |
|     | 1  | 2  | 3  | 4  | 5  | 6  |
| 7   | 8  | 9  | 10 | 11 | 12 | 13 |
| 14  | 15 | 16 | 17 | 18 | 19 | 20 |
| 21  | 22 | 23 | 24 | 25 | 26 | 27 |
| 28  | 29 | 30 | 31 |    |    |    |

| 8월 |    |    |    |    |    |    |
| 일  | 월 | 화 | 수 | 목 | 금 | 토 |
|     |    |    |    | 1  | 2  | 3  |
| 4   | 5  | 6  | 7  | 8  | 9  | 10 |
| 11  | 12 | 13 | 14 | 15 | 16 | 17 |
| 18  | 19 | 20 | 21 | 22 | 23 | 24 |
| 25  | 26 | 27 | 28 | 29 | 30 | 31 |

| 9월 |    |    |    |    |    |    |
| 일  | 월 | 화 | 수 | 목 | 금 | 토 |
| 1   | 2  | 3  | 4  | 5  | 6  | 7  |
| 8   | 9  | 10 | 11 | 12 | 13 | 14 |
| 15  | 16 | 17 | 18 | 19 | 20 | 21 |
| 22  | 23 | 24 | 25 | 26 | 27 | 28 |
| 29  | 30 |    |    |    |    |    |

| 10월 |    |    |    |    |    |    |
| 일   | 월 | 화 | 수 | 목 | 금 | 토 |
|      |    | 1  | 2  | 3  | 4  | 5  |
| 6    | 7  | 8  | 9  | 10 | 11 | 12 |
| 13   | 14 | 15 | 16 | 17 | 18 | 19 |
| 20   | 21 | 22 | 23 | 24 | 25 | 26 |
| 27   | 28 | 29 | 30 | 31 |    |    |

| 11월 |    |    |    |    |    |    |
| 일   | 월 | 화 | 수 | 목 | 금 | 토 |
|      |    |    |    |    | 1  | 2  |
| 3    | 4  | 5  | 6  | 7  | 8  | 9  |
| 10   | 11 | 12 | 13 | 14 | 15 | 16 |
| 17   | 18 | 19 | 20 | 21 | 22 | 23 |
| 24   | 25 | 26 | 27 | 28 | 29 | 30 |

| 12월 |    |    |    |    |    |    |
| 일   | 월 | 화 | 수 | 목 | 금 | 토 |
| 1    | 2  | 3  | 4  | 5  | 6  | 7  |
| 8    | 9  | 10 | 11 | 12 | 13 | 14 |
| 15   | 16 | 17 | 18 | 19 | 20 | 21 |
| 22   | 23 | 24 | 25 | 26 | 27 | 28 |
| 29   | 30 | 31 |    |    |    |    |

### 음양력 대조 일람
| 음력월 | 월건 | 대소 | 음력 1일의 양력 월일 | 음력 1일 간지 |
| ------ | ---- | ---- | -------------------- | ------------- |
| 1월    | 무인 | 소   | 2월 20일             | 경인          |
| 2월    | 기묘 | 대   | 3월 21일             | 기미          |
| 3월    | 경진 | 대   | 4월 20일             | 기축          |
| 4월    | 신사 | 소   | 5월 20일             | 기미          |
| 5월    | 임오 | 대   | 6월 18일             | 무자          |
| 6월    | 계미 | 소   | 7월 18일             | 무오          |
| 7월    | 갑신 | 대   | 8월 16일             | 정해          |
| 8월    | 을유 | 소   | 9월 15일             | 정사          |
| 9월    | 병술 | 소   | 10월 14일            | 병술          |
| 10월   | 정해 | 대   | 11월 12일            | 을묘          |
| 11월   | 무자 | 소   | 12월 12일            | 을유          |
| 12월   | 기축 | 대   | 1986년 1월 10일      | 갑인          |